# Altiplano
Az Altiplano vagy Bolíviai-magasföld a második legnagyobb magashegyi fennsík a Tibeti-fennsík után. Dél-Amerika központi-nyugati részén van, ahol az Andok eléri a legnagyobb szélességét. A Nyugati- és Keleti-Kordillera fogja közre. Legnagyobb része Bolívia területén van, de átnyúlik Peru, Chile és Argentína területére is.

## Általános jellemzők
Az északkeleti Altiplano nedvesebb, mint a délnyugati terület. A délnyugati területnek a szárazsága miatt több sósivataga van. Ilyen például a Salar de Uyuni sómező. Az Atacama-sivatag, amely a bolygó egyik legszárazabb területe, az Altiplanótól délnyugatra fekszik; míg a magasföldtől keletre, északkeletre nedves, trópusi esőerdők voltak, amelyet mára többnyire kiirtottak.
Maga az Altiplano túlnyomóan fahatár fölé nyúlik, ezért nem találhatók rajta erdőségek. Ritkaság, ha ezen a tájon annyi eső esik, hogy imitt-amott víz is összegyűlik a tómedencékben.
Átlagmagassága 3750 méter, valamivel alacsonyabb, mint a Tibeti-fennsíké. Széleit (Keleti- és Nyugati-Kordillerák) hatalmas, többnyire 6000 méter tengerszint feletti magasságú aktív és kialudt vulkánok uralják, ilyenek az Ampato (6288 m), Tutupaca (5816 m), Parinacota (6348 m), Guallatiri (6071 m), Paruma (5728 m), Uturunku (6008 m) a Licancabur (5916 m), a Illampu (6368 m), Huayna Potosí (6088 m), Janq'u Uma (6427 m) és Illimani (6438 m).
Az Altiplano lefolyástalan. Tavak, időszakos sós mocsarak és kiszáradt tófenekek töltik ki a kismedencék legmélyebb részeit. Legismertebb földrajzi jellegzetessége a Titicaca-tó.
A pleisztocén kor végén az Altiplano teljes egészét az egykori Ballivián-tó foglalta el. Ennek a maradványa a Titicaca-tó, Peru és Bolívia határán, és a Poopó-tó a bolíviai Oruro-tól délre.

## Élővilág

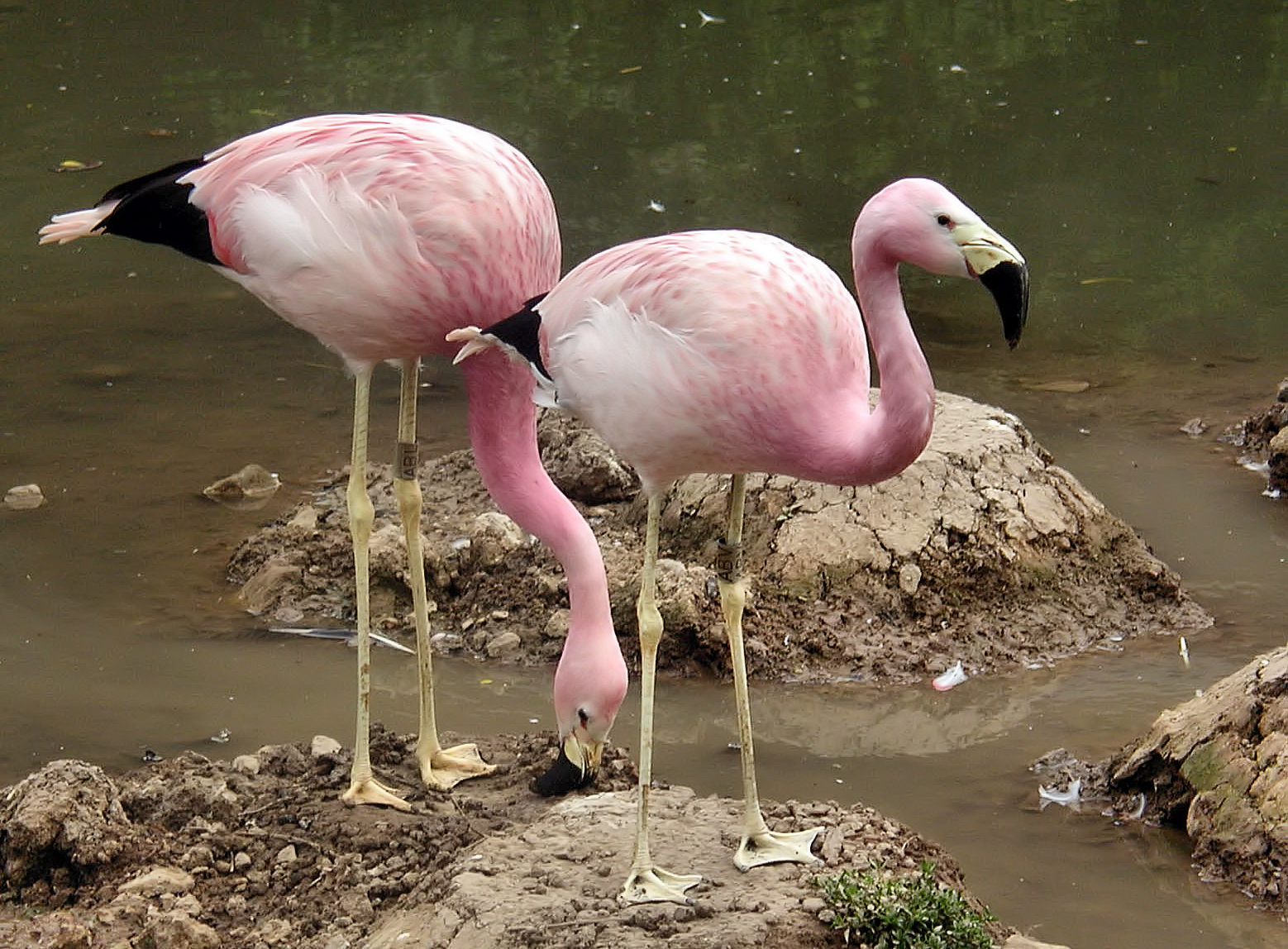
andoki flamingó
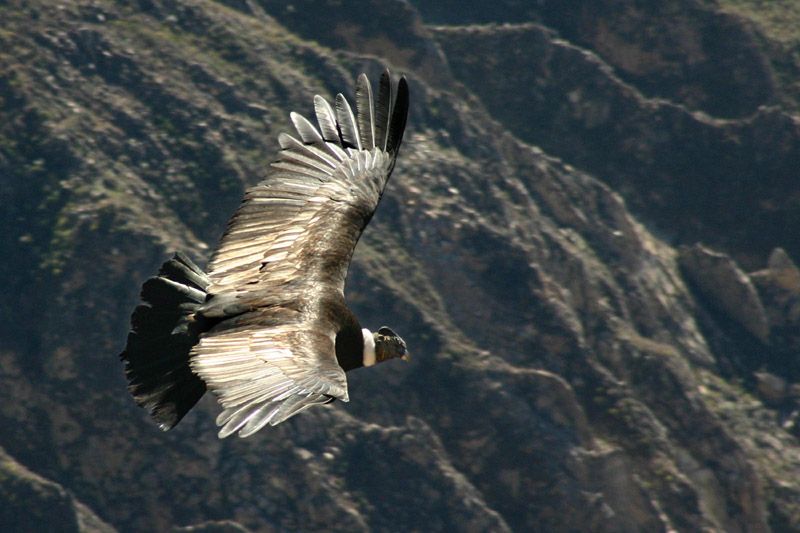
andoki kondor
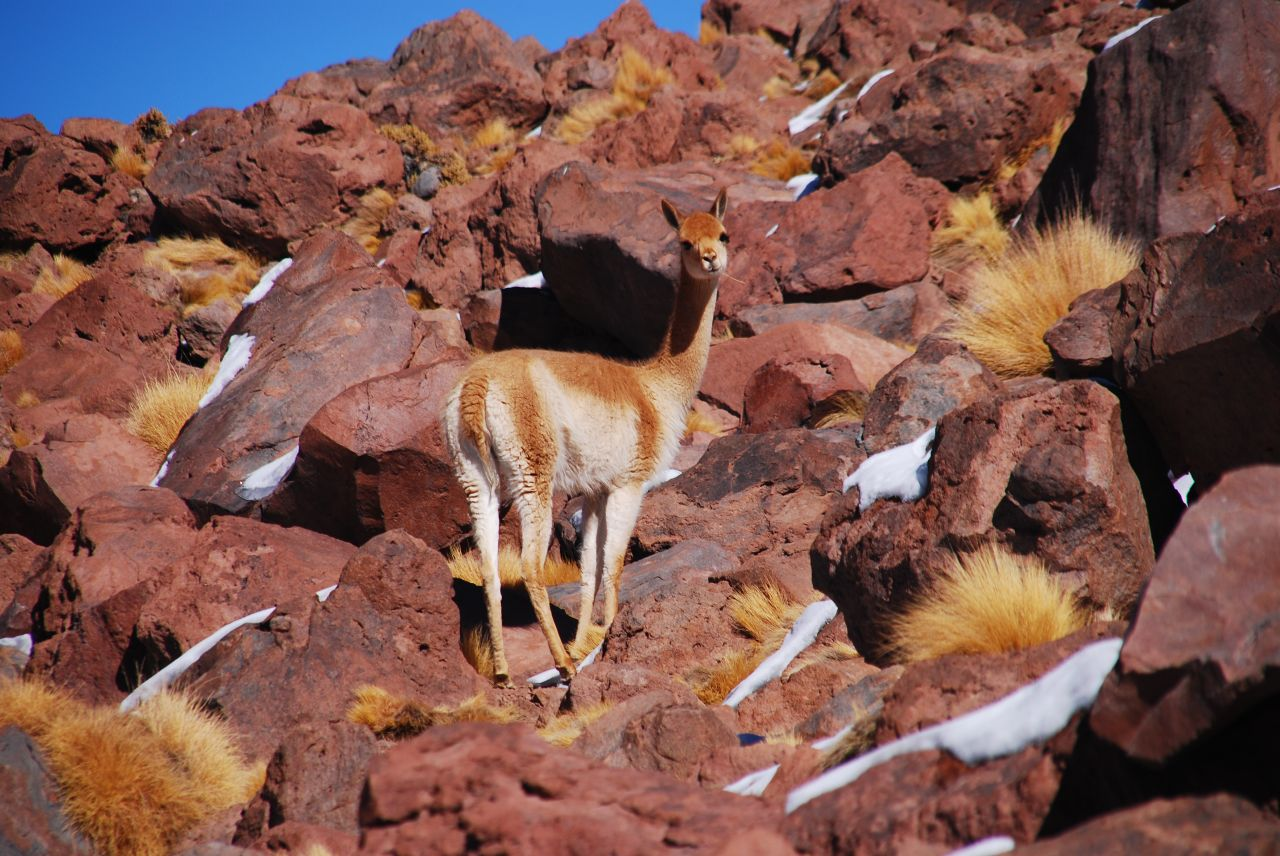
vikunya
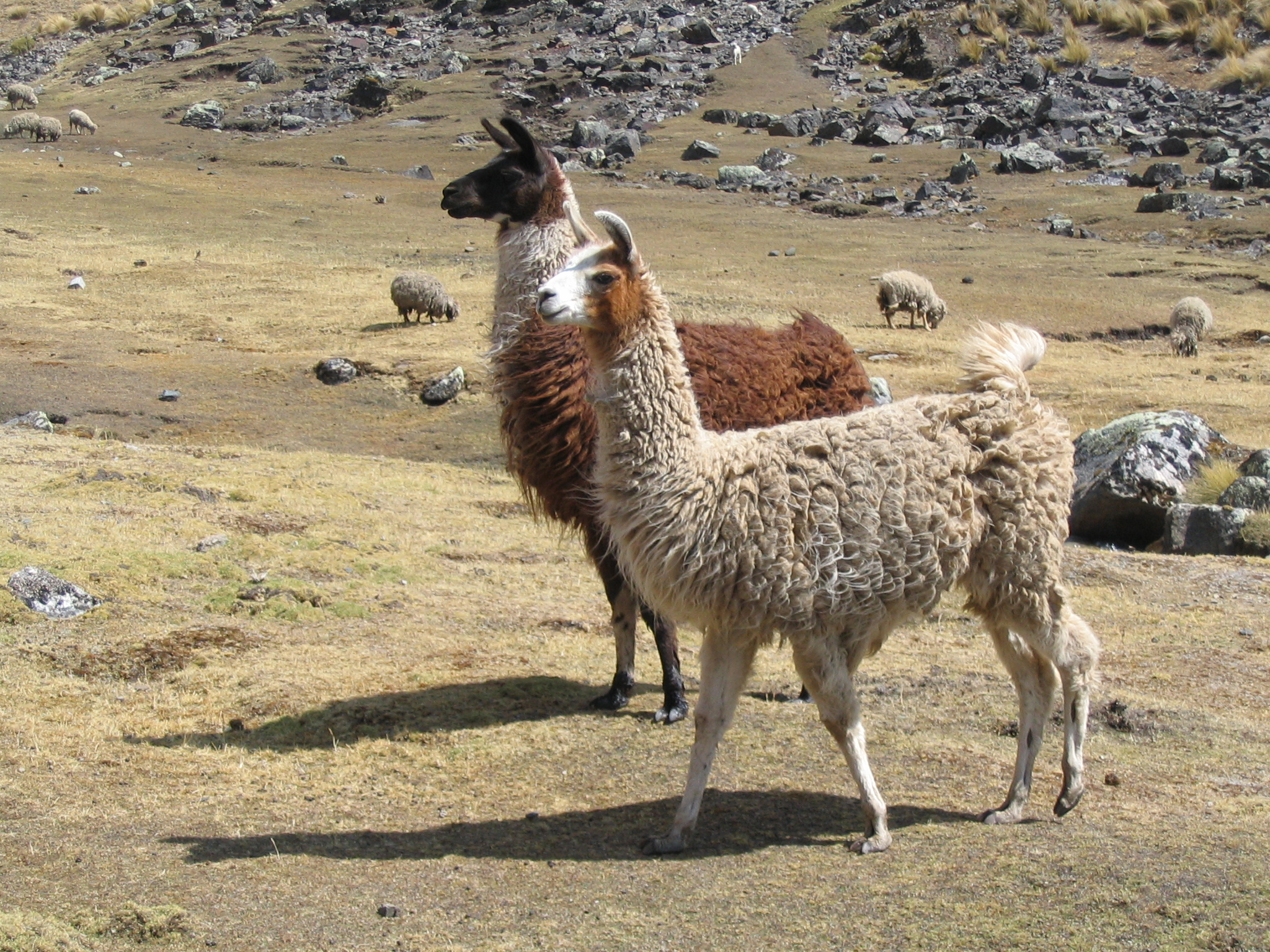
láma
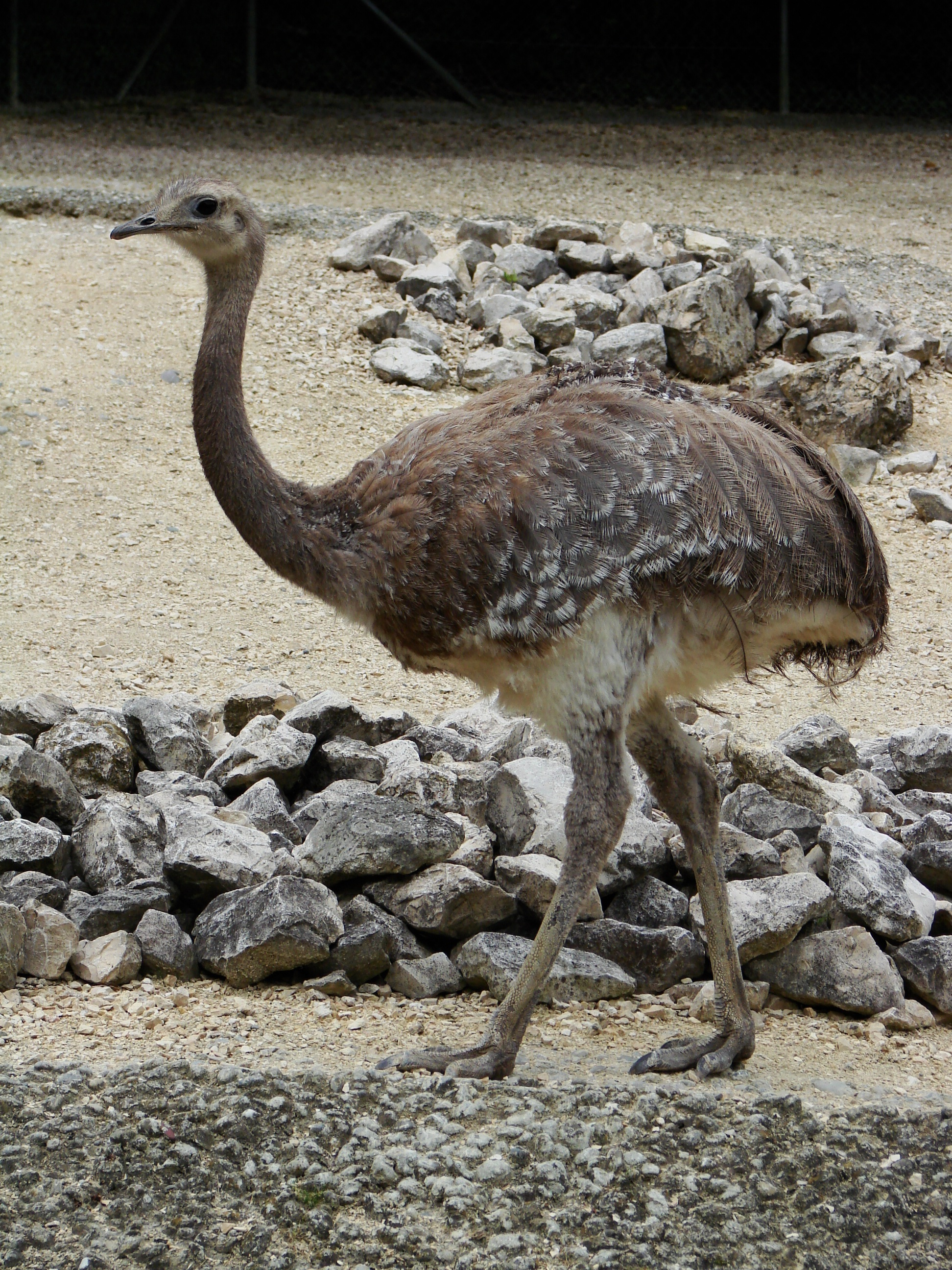
Darwin-nandu